# Paul Rimmelzwaan
Paul Rimmelzwaan (Leidschendam-Voorburg, 1954 - Leidschendam-Voorburg, 26 de octubre de 1985) fue un piloto de motociclismo neerlandés, que compitió en el Campeonato del Mundo de Motociclismo entre 1981 hasta su muerte en 1985.

## Biografía
Paul Rimmelzwaan debutó en el Mundial de 1981 en el Gran Premio de los Países Bajos a bordo de una Roton en la que acabó en la 21.ª posición. También probará fortuna en el Campeonato Europeo de Motociclismo acabando en la decimotercera posición de la general. Su primer punto en el Mundial llegaría en 1982 con un décimo puesto en el Gran Premio de los Países Bajos y terminó 22.º en la clasificación general final. En 1983, seguiría con su Roton en 1983 y debutaría un quinto lugar en Francia y terminaría en la decimoquinta posición de la general. Ese año conseguiría un podio en la prueba holandesa del Europeo. En su debut de 80cc en 1984, cambiaría el manillar a un Harmsen donde conseguriía buenos resultados en Yugoslavia y San Marino. Su mejor año sería en 1985 donde, a bordo de una Harmsen, acabaría en la décima posición de la general del Mundial de 80cc.
Rimmelzwaan murió en un accidente de tráfico con su motocicleta en su ciudad natal.

### Campeonato del Mundo de Motociclismo
Sistema de puntuación desde 1969 hasta 1987:
| Posición | 1.º | 2.º | 3.º | 4.º | 5.º | 6.º | 7.º | 8.º | 9.º | 10.º |
| Puntos   | 15  | 12  | 10  | 8   | 6   | 5   | 4   | 3   | 2   | 1    |

#### Carreras por año
(Carreras en negrita indica pole position, carreras en cursiva indica vuelta rápida)
| Año  | Cat. | Moto    | 1 | 2     | 3     | 4       | 5      | 6      | 7       | 8       | 9     | 10    | 11 | 12      | 13      | 14     | Pts. | Pos. |
| ---- | ---- | ------- | - | ----- | ----- | ------- | ------ | ------ | ------- | ------- | ----- | ----- | -- | ------- | ------- | ------ | ---- | ---- |
| 1981 | 50cc | Roton   |   |       | GER - | NAT -   |        | ESP -  | YUG -   | NED 21  | BEL - | SMR - |    |         |         | CZE -  | 0    | -    |
| 1982 | 50cc | Roton   |   |       |       | ESP -   | NAT -  | NED 10 |         | YUG Ret |       |       |    |         | SMR Ret | GER 15 | 1    | 22.º |
| 1983 | 50cc | Roton   |   | FRA 5 | NAT - | GER Ret | ESP 11 |        | YUG Ret | NED Ret |       |       |    | SMR -   |         |        | 6    | 15.º |
| 1984 | 80cc | Harmsem |   | NAT - | ESP - | AUT -   | GER -  |        | YUG 8   | NED 10  | BEL - |       |    | RSM 8   |         |        | 7    | 14.º |
| 1985 | 80cc | Harmsem |   | ESP 7 | GER - | NAT 5   |        | YUG 10 | NED Ret |         | FRA 7 |       |    | RSM Ret |         |        | 15   | 10.º |